# باول بارينجر
باول بارينجر هو سياسي أمريكي، ولد في 1776 في مقاطعة مكلينبرغ في الولايات المتحدة، وتوفي في 1844. انتخب عضو مجلس نواب كارولينا الشمالية ‏.